# Біосинтез
Біоси́нтез — процес утворення складних органічних речовин у живих організмах з інших сполук, які потрапляють до них ззовні чи утворюються в них самих, під дією біокаталізаторів.
Прикладами біосинтезу є біосинтез білків, глюконеогенез, глікогенез тощо.
Всі процеси біосинтезу в обміні речовин організму об'єднують під поняттям анаболізм. 